# Consulado do Mar (Maiorca)
O Consulado do Mar (em castelhano: Consulado del Mar; em catalão: Consolat de Mar) é um edifício na cidade de Palma de Maiorca, na Espanha, onde atualmente está instalada a sede do Governo das Ilhas Baleares.

## História
O Consulado do Mar era uma instituição jurídico-mercantil medieval formada por um Prior e vários Cônsules cuja jurisdição era similar aos atuais tribunais mercantis. Nesse local se regulava o comércio marítimo e sua atividade. A criação do consulado em Maiorca, em 1326, foi feita pelo infante Filipe, tutor de Jaime III de Maiorca, confirmado em 1343 por Pedro IV de Aragão.
O atual edifício e a Llotja de Palma foram construídos sucessivamente entre os séculos XV e XVII pelo poderoso Colegio de la Mercancía de Mallorca. Foram objeto de modificações ao longo do tempo, o que torna difícil determinar sua época.
Apesar disso, nunca foi utilizado como sede desta antiga instituição, já que os membros do Consulado do Mar reuniam-se no edifício da Llotja. Recebe seu nome a partir do Real Consulado do Mar e Terra, criado em 1800, organismo instalado neste local.
Foi declarado como Monumento Histórico-Artístico em 23 de abril de 1964.
Desde 1983, é a sede da presidência das Ilhas Baleares. O conjunto monumental da sede do Governo Balear é formado pelo Consulado do Mar, a Capela dos Mercaderes e a Llotja, incluindo o terraço.